# Helvella
Helvella es un género de hongos ascomicetos de la familia Helvellaceae. Son un tipo de setas extrañas pero que pueden distinguirse fácilmente de las clásicas por la forma de su sombrero, pie estriado y su superficie inferior vellosa. Se distribuyen en América del Norte y en Europa. Cuando se comen crudas pueden causar problemas gastrointestinales. El nombre del género proviene de un tipo de planta aromática de Italia. Se han descrito alrededor de 105 especies.

## Especies
Incluye las siguientes especies:
- Helvella acetabulum
- Helvella adhaerens
- Helvella aestivalis
- Helvella affinis
- Helvella agaricoides
- Helvella albella
- Helvella albipes
- Helvella arcto-alpina
- Helvella astieri
- Helvella aterrima
- Helvella atra
- Helvella beatonii
- Helvella branzeziana
- Helvella brevis
- Helvella brevissima
- Helvella bulbosa
- Helvella capucinoides
- Helvella chinensis
- Helvella cinerella
- Helvella compressa
- Helvella confusa
- Helvella connivens
- Helvella constricta
- Helvella corbierei
- Helvella corium
- Helvella costifera
- Helvella crassitunicata
- Helvella crispa
- Helvella cupuliformis
- Helvella dissingi
- Helvella dovrensis
- Helvella dryophila
- Helvella dura
- Helvella elastica
- Helvella engleriana
- Helvella ephippioides
- Helvella ephippium
- Helvella faulknerae
- Helvella favrei
- Helvella fibrosa
- Helvella flavida
- Helvella foetida
- Helvella fuegiana
- Helvella fusca
- Helvella galeriformis
- Helvella glutinosa
- Helvella griseoalba
- Helvella hegani
- Helvella helvellula
- Helvella hyperborea
- Helvella javanica
- Helvella jiaohensis
- Helvella jilinensis
- Helvella jimsarica
- Helvella juniperi[4]
- Helvella lactea
- Helvella lacunosa
- Helvella latispora
- Helvella leucomelaena[5]
- Helvella leucopus
- Helvella macropus
- Helvella maculata
- Helvella maroccana
- Helvella menzeliana
- Helvella mesatlantica
- Helvella minor
- Helvella monachella
- Helvella oblongispora
- Helvella pallidula
- Helvella papuensis
- Helvella paraphysitorquata
- Helvella pedunculata
- Helvella pezizoides
- Helvella philonotis
- Helvella phlebophora
- Helvella pileata
- Helvella platycephala
- Helvella platypodia
- Helvella pocillum
- Helvella pulchra
- Helvella quadrisulca
- Helvella queletiana
- Helvella queletii
- Helvella rivularis
- Helvella robusta
- Helvella rossica
- Helvella schaefferi
- Helvella scrobiculata
- Helvella semiobruta
- Helvella sinensis
- Helvella solida
- Helvella solitaria
- Helvella subfusispora
- Helvella subglabra
- Helvella taiyuanensis
- Helvella terrestris[6]
- Helvella ulvinenii
- Helvella umbraculiformis
- Helvella underwoodii
- Helvella unicolor
- Helvella vacini
- Helvella verruculosa
- Helvella vespertina
- Helvella xinjiangensis
- Helvella zhongtiaoensis[7]

## Galería

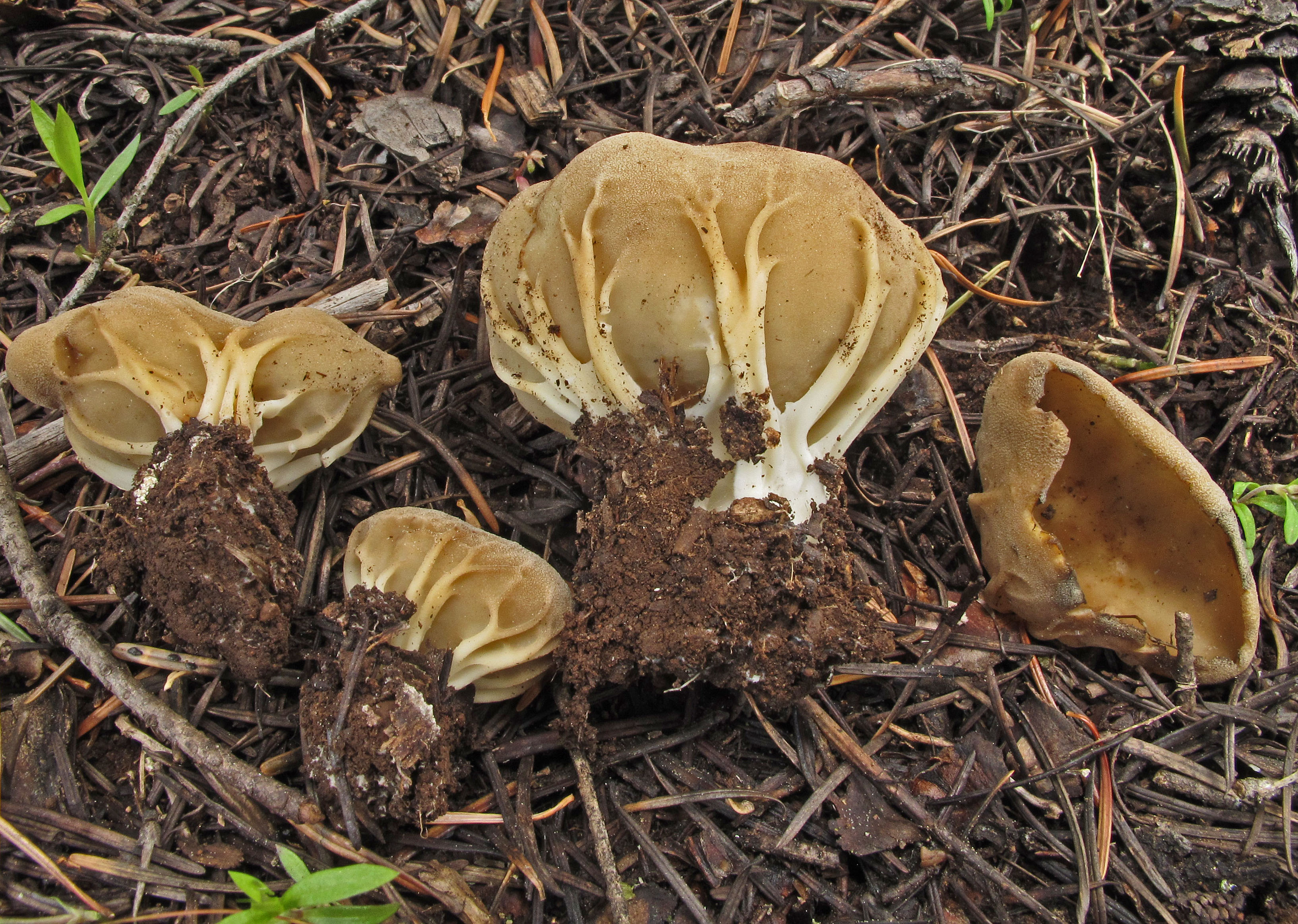
Helvella acetabulum
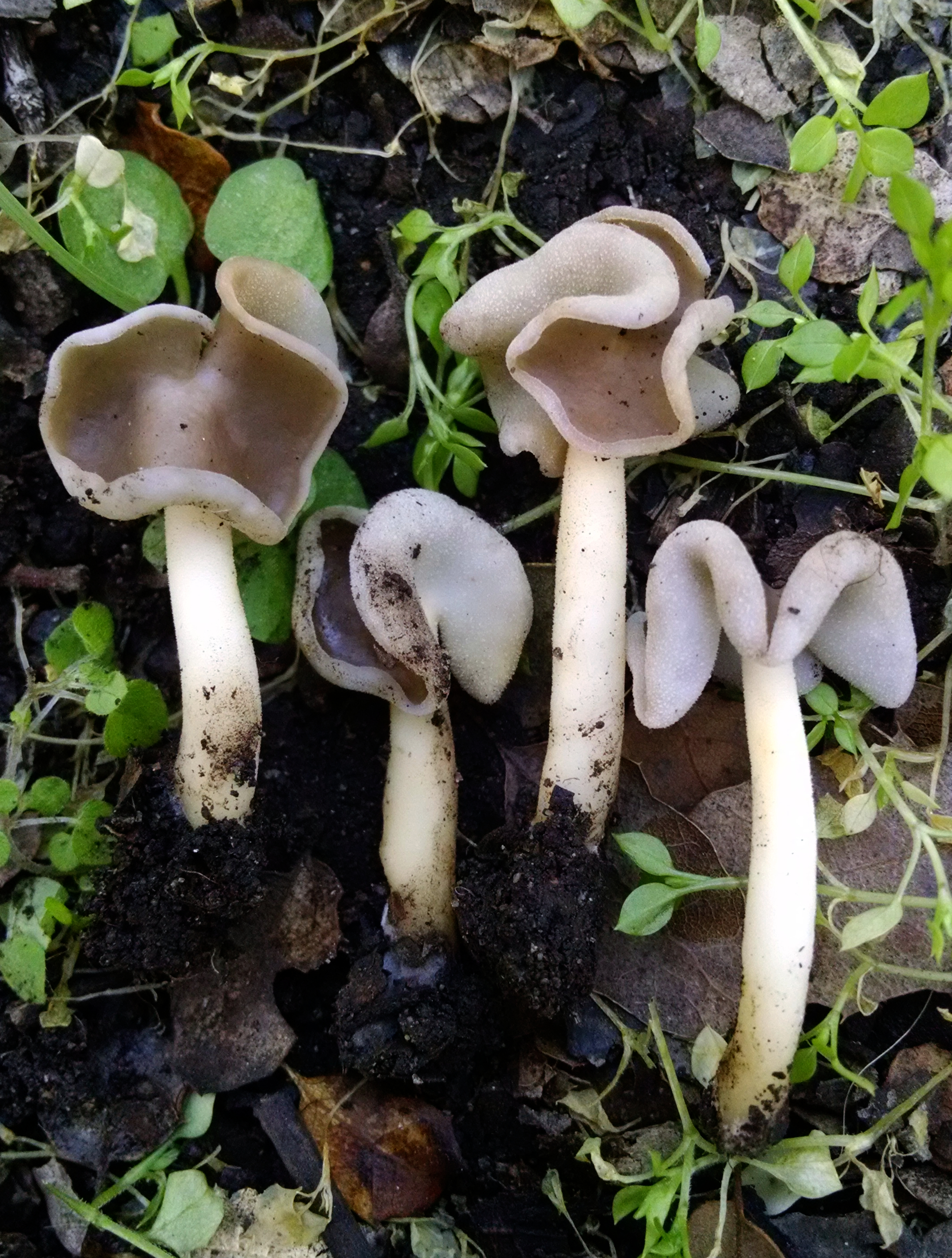
Helvella compressa
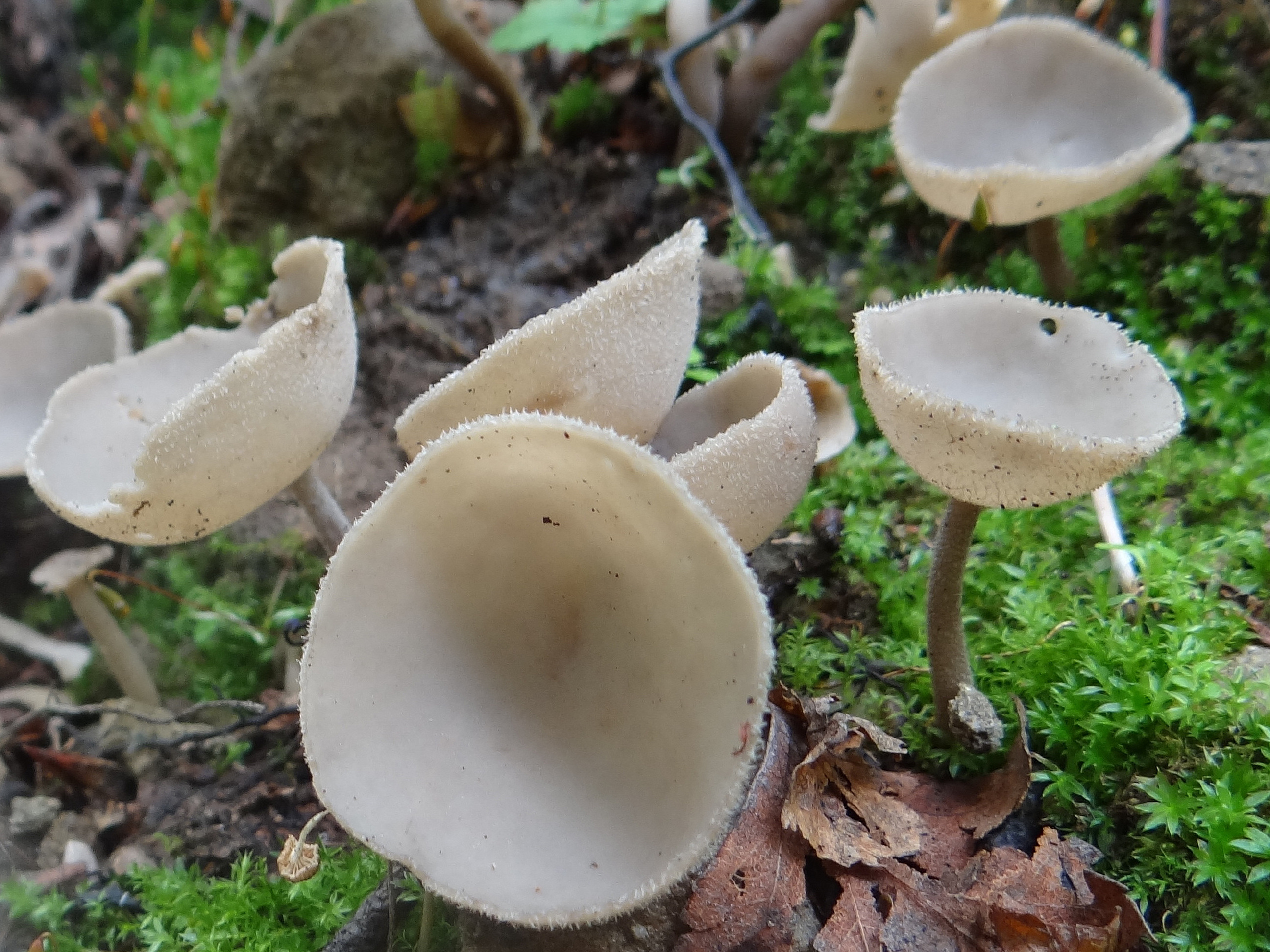
Helvella macropus
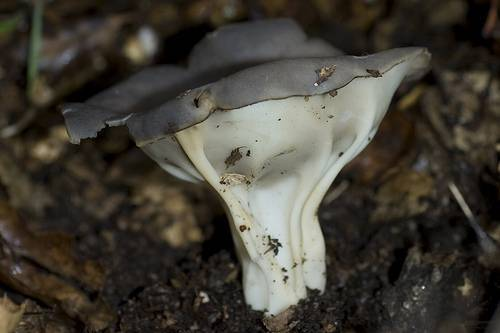
Helvella costifera
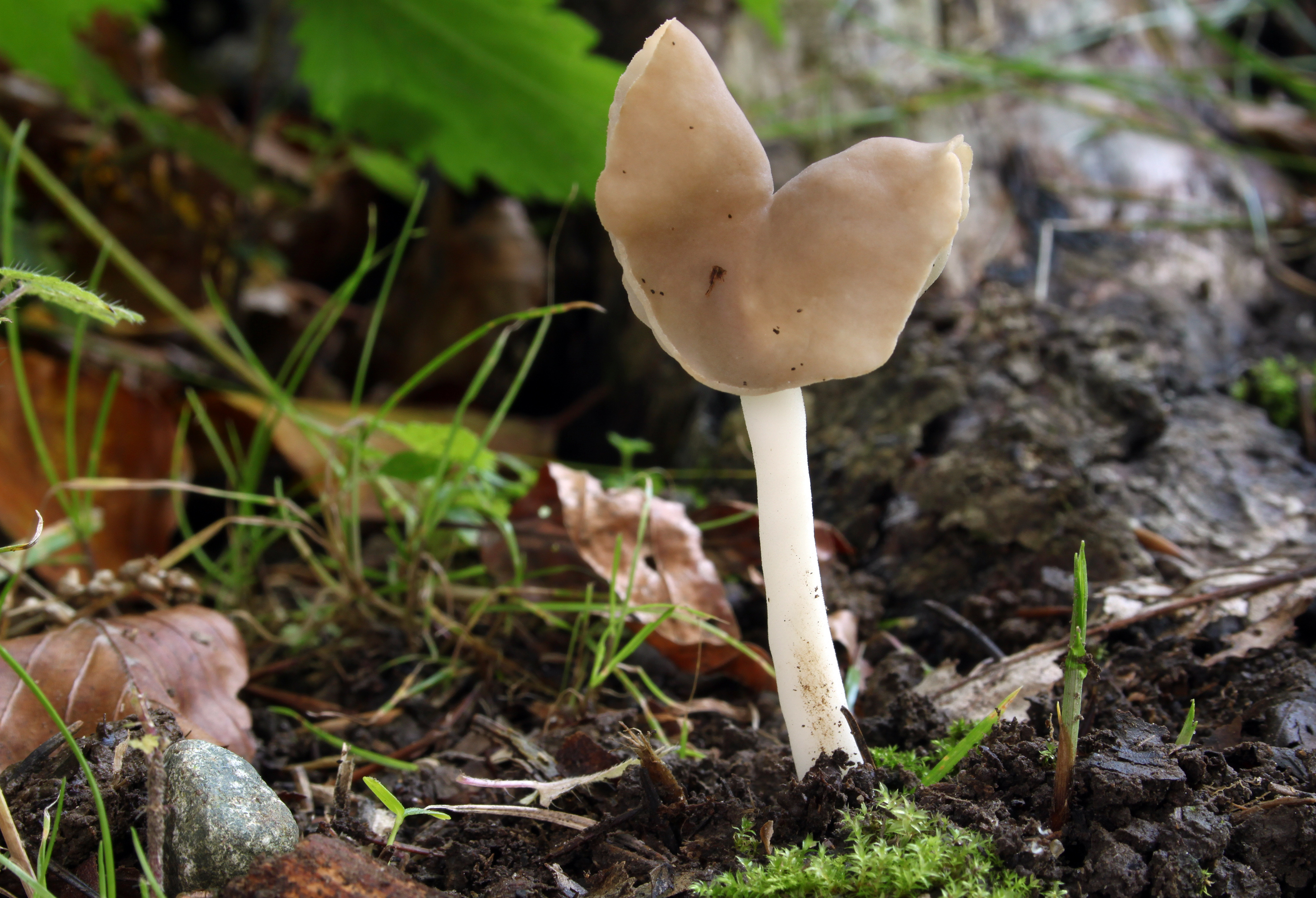
Helvella ephippium
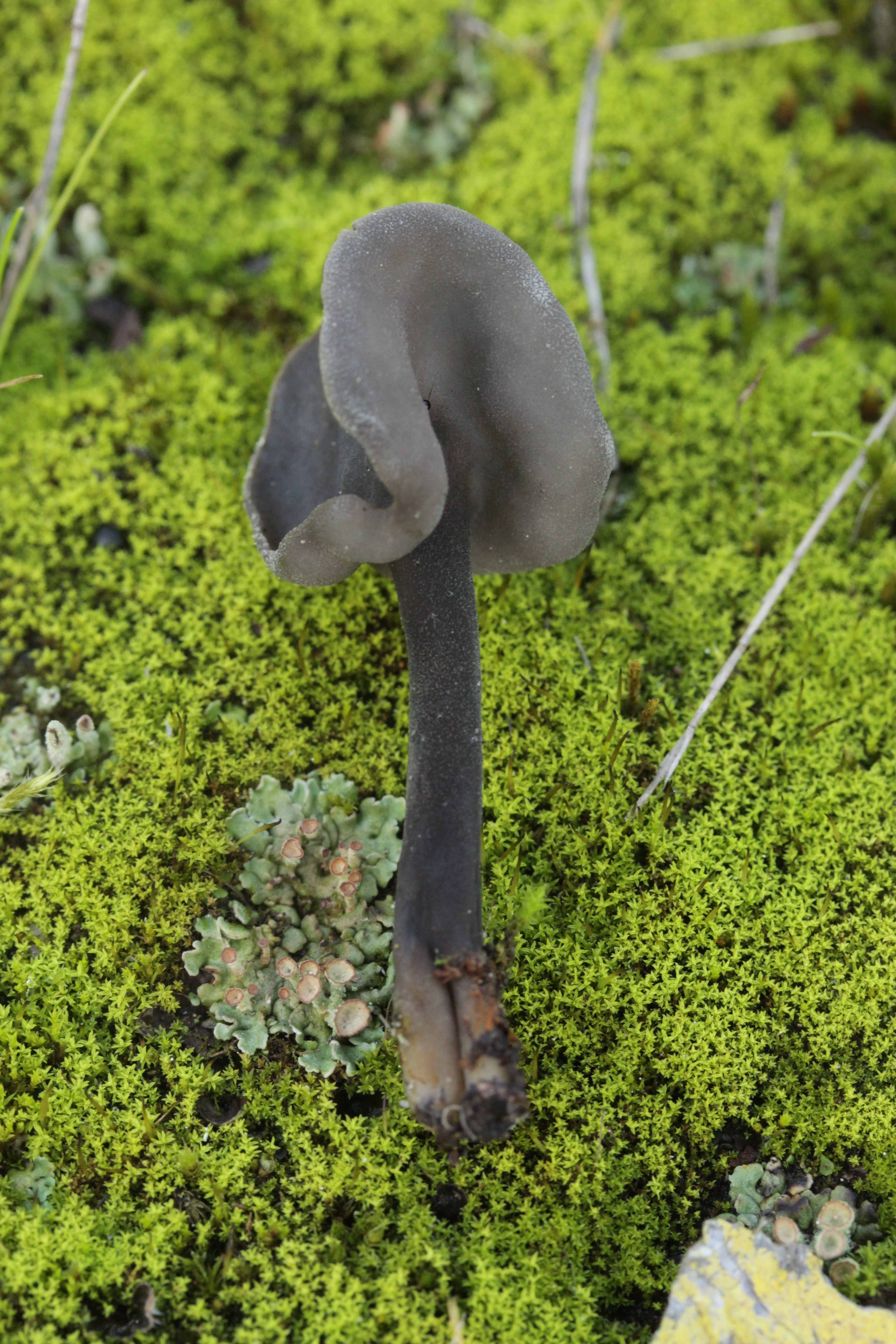
Helvella atra
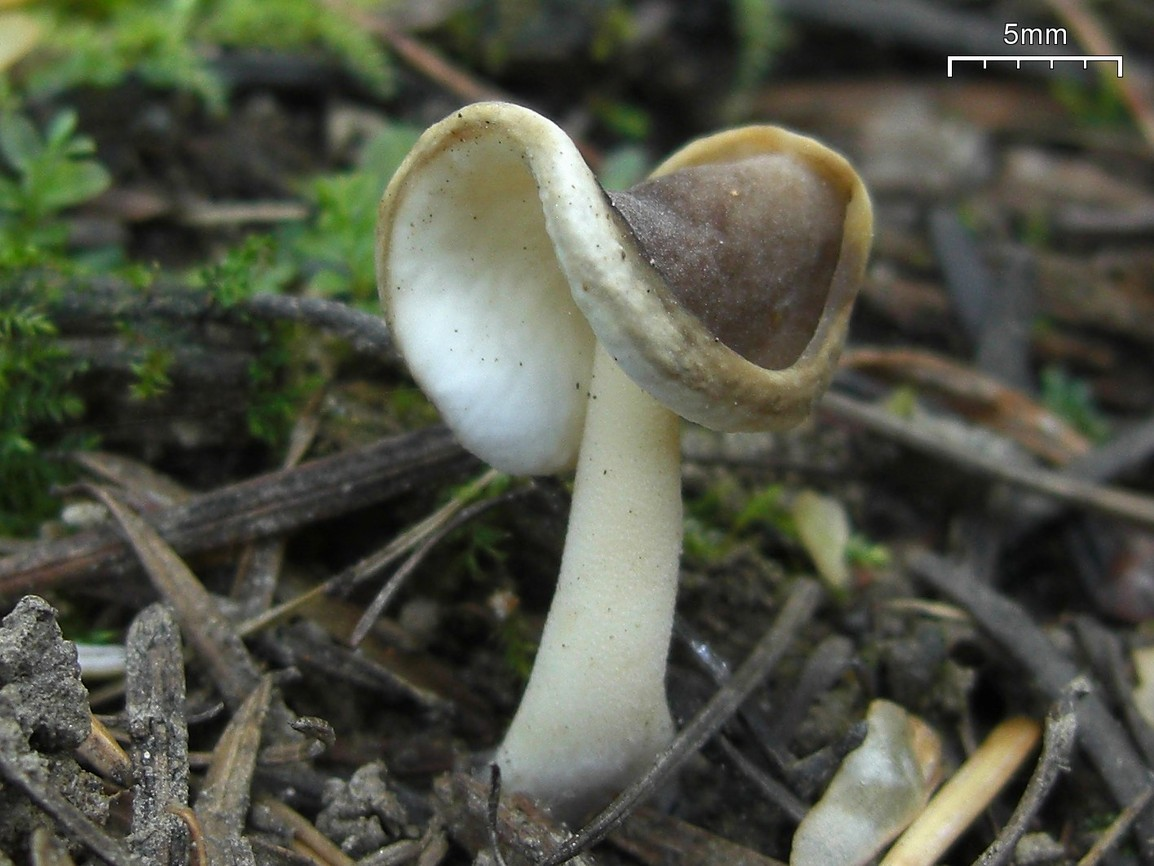
Helvella elastica
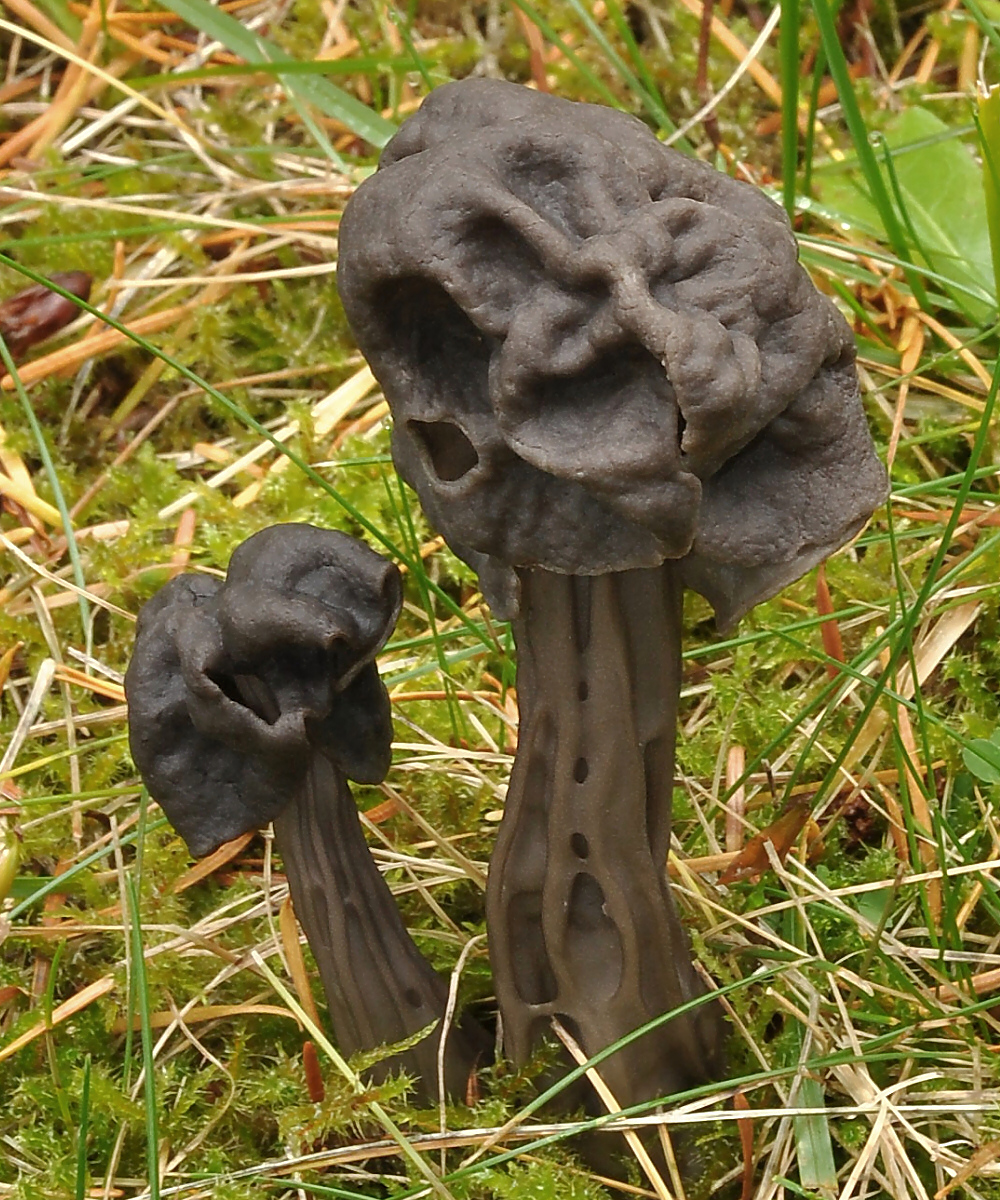
Helvella lacunosa
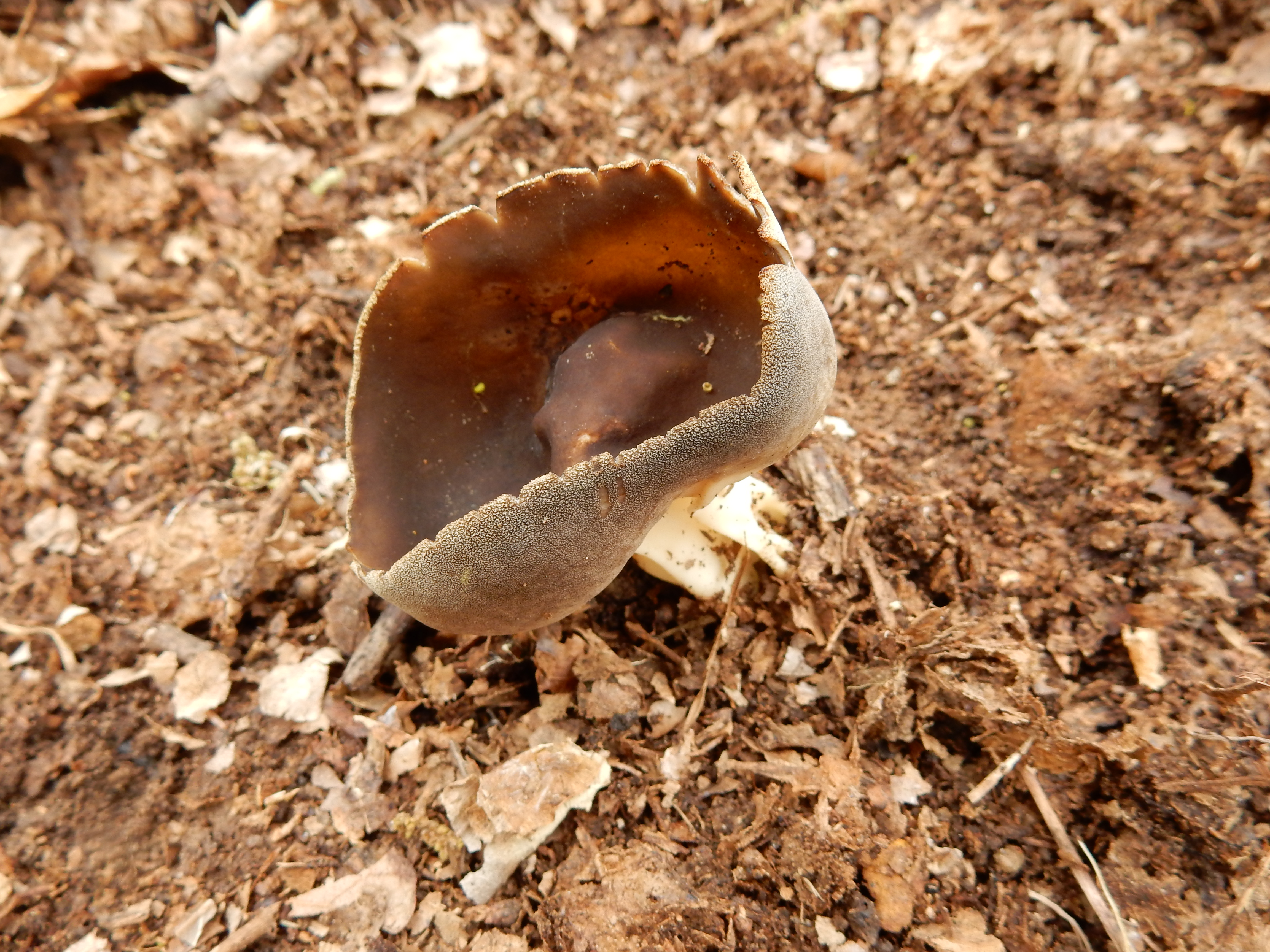
Helvella solitaria
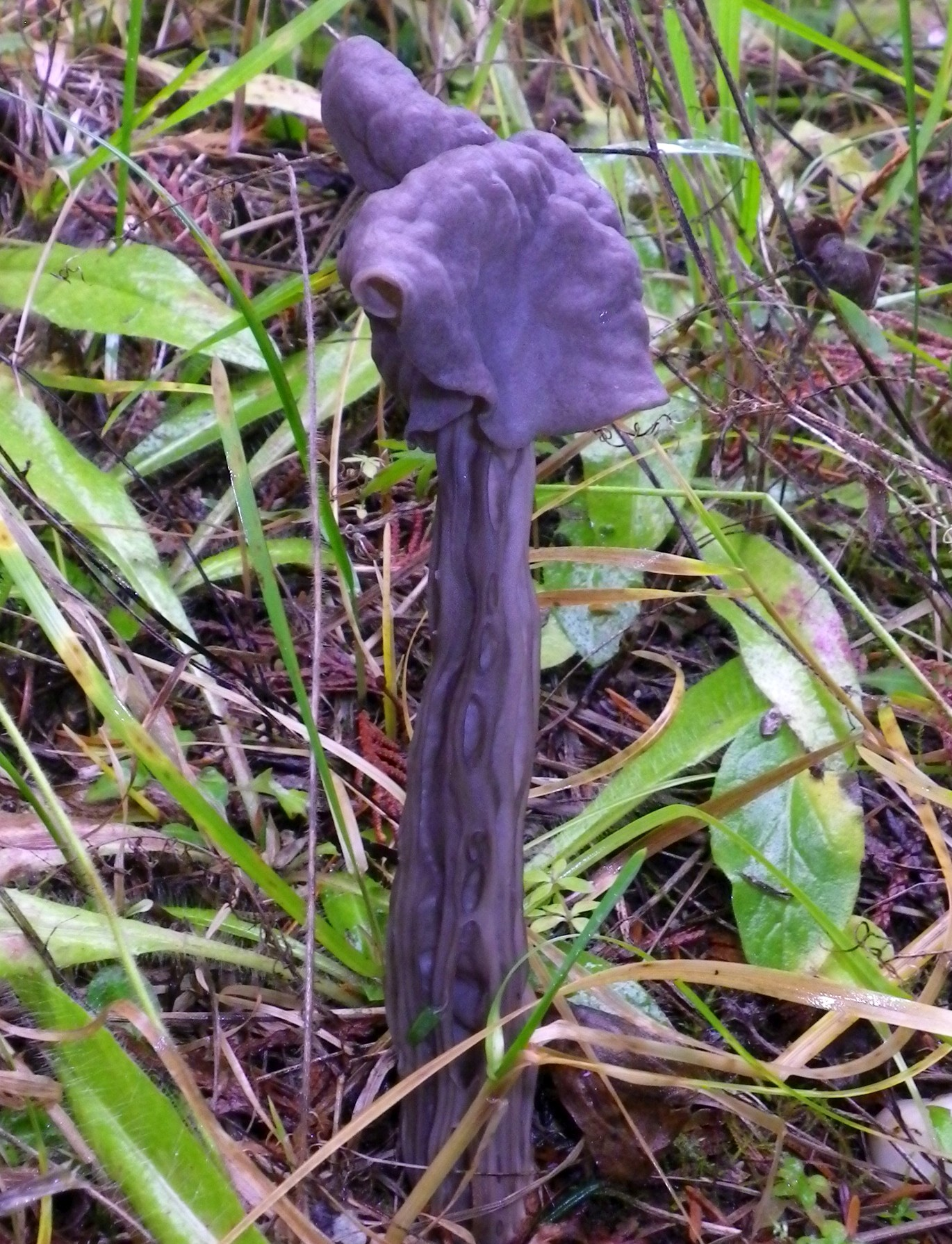
Helvella vespertina
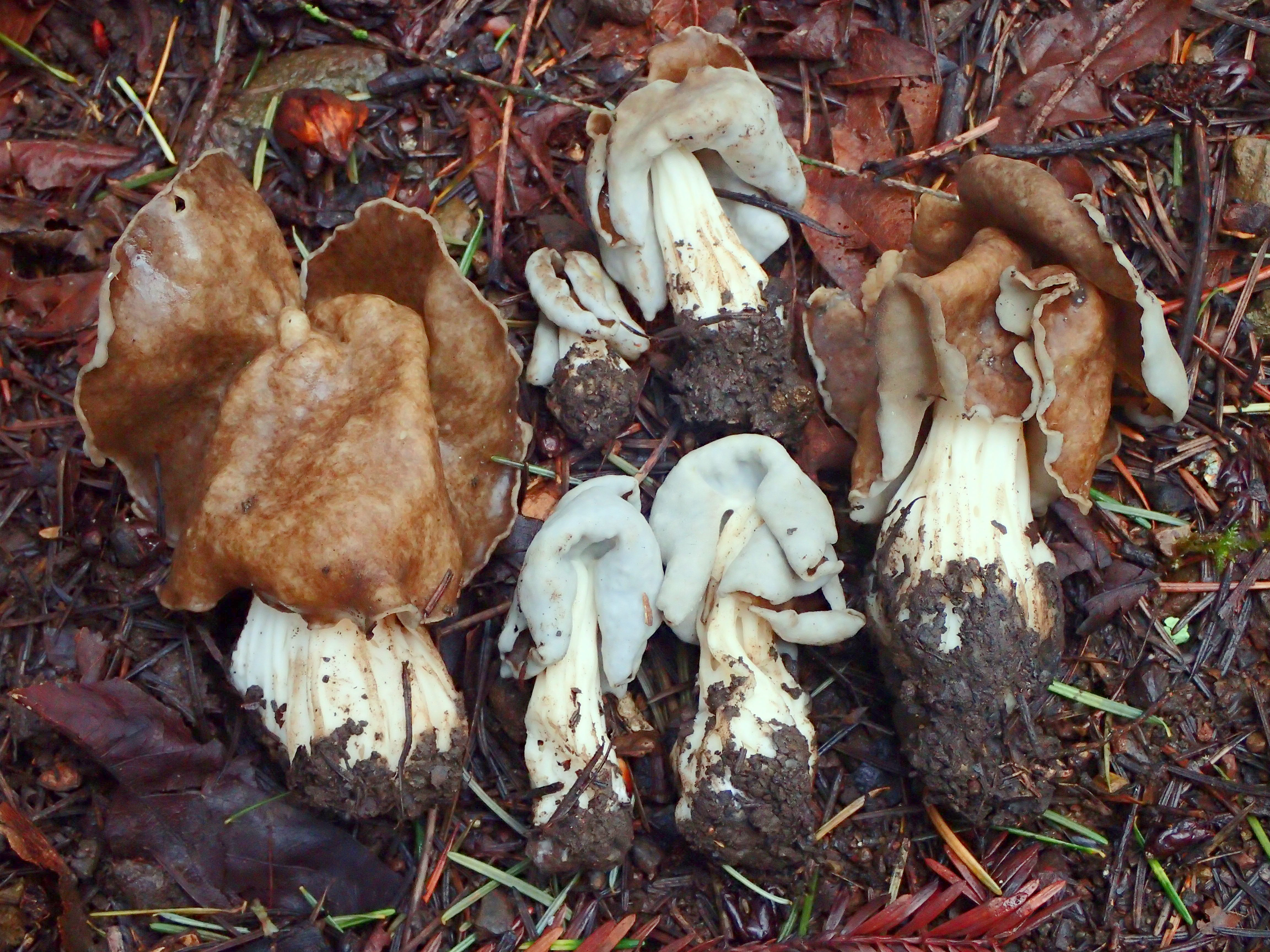
Helvella maculata